# Chiesa della Santissima Annunziata (Pesaro)
La chiesa della Santissima Annunziata è una piccola chiesa barocca, o oratorio, situata nell'omonima via dell'Annunziata nel centro di Pesaro. Attualmente, la chiesa è sconsacrata, ed è stata restaurata nel 2000. Dal 2016 l'edificio viene utilizzato per mostre ed eventi culturali.

## Storia
La struttura è stata originariamente costruita da una confraternita, la Confraternita dell'Annunziata, fondata nel 1347 dal Beato Cecco e dalla Beata Michelina Metelli per provvedere all'ospizio e alla degna sepoltura dei poveri, compresi i pellegrini in transito per Pesaro. Il lotto fu donato alla confraternita nel 1356. Successivamente, l'edificio venne restaurato nell'assetto attuale verso la metà del XVII secolo.
Nel 1779 fu acquistato dalla famiglia Mosca, il cui palazzo era attiguo. La famiglia Mosca, utilizzò la chiesa come mausoleo della famiglia, commissionò i dipinti della cupola e l'installazione delle statue dei santi in stucco nelle nicchie. Con l'estinzione della famiglia Mosca nel 1938, la chiesa fu ceduta alla diocesi di Pesaro.
Nel 1714–1715, l'abside fu dotata di un drammatico rilievo in stucco dell'Annunciazione, opera dell'artista del tardo barocco Giuseppe Mazza; questa sostituì la precedente pala d'altare maggiore: un dipinto del primo Cinquecento di Marco Palmezzano, oggi custodito nella Pinacoteca Vaticana. Un tempo questa chiesa ospitò anche la Madonna del Popolo con la Beata Michelina, San Luca e un Angelo (ora nel Museo del Duomo) di Giovanni Giacomo Pandolfi. Nel 1921 fu sostituita dalla Madonna del Rosario e Santi da Fernando Mariotti (1891–1969). Questo dipinto e il Gesù in croce con due santi di Giovanni Peruzzini si trovano ora entrambi nel Duomo. La chiesa contiene una serie di tombe funerarie.
La facciata aveva una venerata immagine ad affresco della Madonna del Popolo, ma questa è stata rimossa per proteggerla dalle intemperie.